# Ponoka—Didsbury
Circonscription électorale fédérale du Canada
Ponoka—Didsbury est une circonscription électorale fédérale canadienne de l'Alberta située au centre-sud de la province, entre Edmonton et Calgary. Elle contient en particulier les villes de Blackfalds, Didsbury, Innisfail, Olds, Ponoka, Rimbey et Sylvan Lake. 
Elle est créée en 2023 de la portion rurale de l'ancienne circonscription de Red Deer—Lacombe et d'une grande partie de la portion rurale de l'ancienne circonscription de Red Deer—Mountain View.
Les circonscriptions limitrophes sont : 
- au nord : Leduc—Wetaskiwin
- à l'est : Battle River—Crowfoot et Red Deer
- au sud et à l'ouest : Yellowhead.

## Députés
| Législature                                                            | Années          | Député               | Parti | Parti                     |
| ---------------------------------------------------------------------- | --------------- | -------------------- | ----- | ------------------------- |
| Ponoka—Didsbury issue de Red Deer—Lacombe et de Red Deer—Mountain View |                 |                      |       |                           |
| 45e                                                                    | 2025 – en cours | Député élu (à venir) |       | Parti politique (à venir) |